# 薄荷屬
薄荷屬，爲唇形科的一屬，包含25個種，廣佈於除南美洲以外的世界各地。
薄荷又名𧃝（音同「醜」）、菝葀（音同「拔括」）。
薄荷栽種方式包括了根莖栽植、分株栽植和扦插繁殖三種。

## 特徵
大部份均為多年生植物，植株具匍匐性，葉形狀為橢圓，有清涼的香味，花為淡紫色或白色。

## 物種
- 水薄荷 Mentha aquatica
- 野薄荷 Mentha arvensis
- 假薄荷 Mentha asiatica

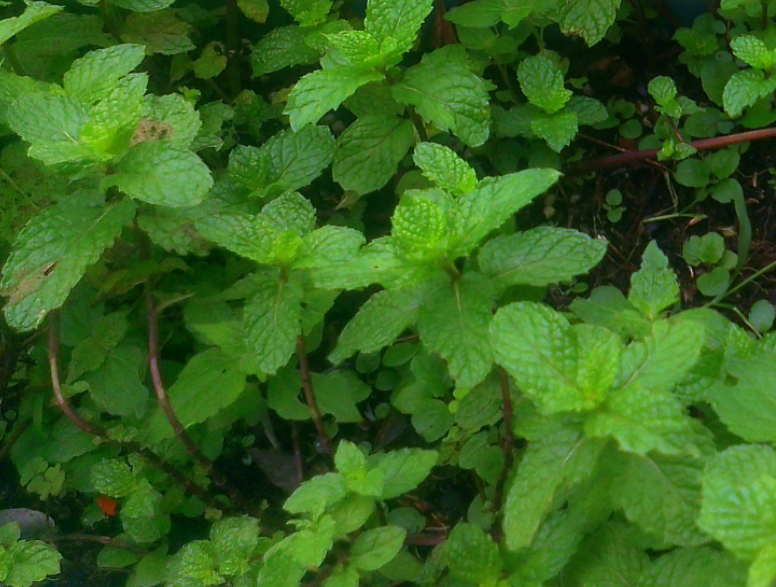
野生薄荷

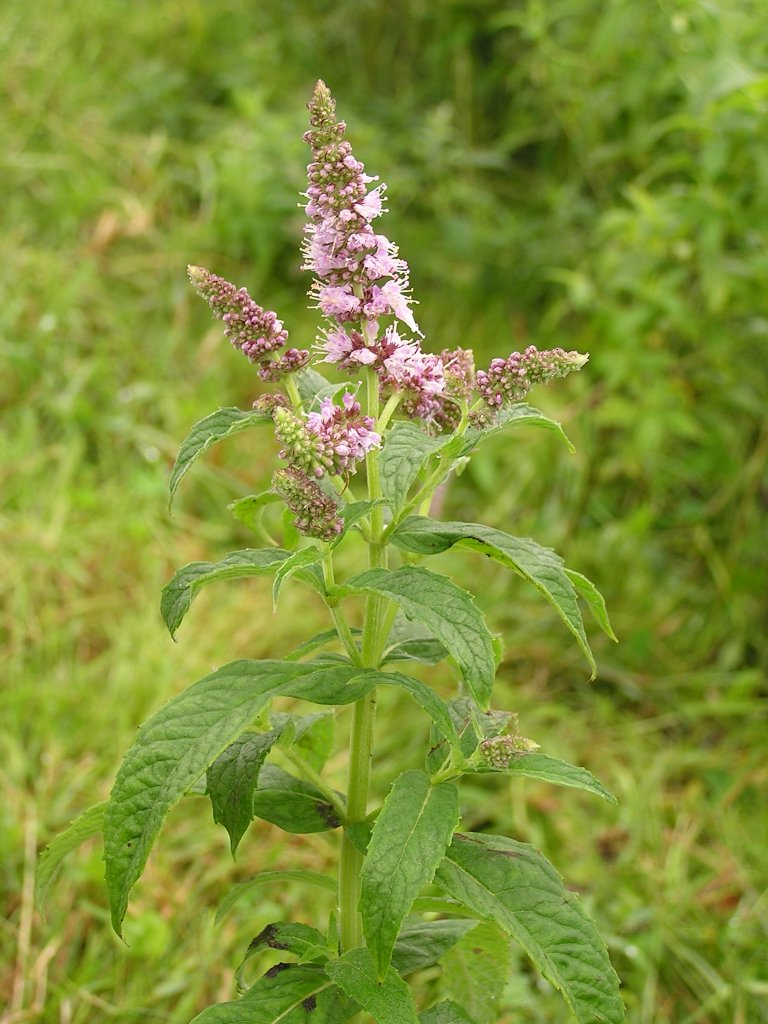
欧薄荷

- Mentha australis
- 薄荷 Mentha canadensis
- 哈特普列薄荷 Mentha cervina
- 柠檬薄荷 Mentha citrata
- 杉木薄荷Mentha cunninghamia
- 兴安薄荷 Mentha dahurica
- Mentha diemenica
- Mentha gattefossei
- 大花薄荷Mentha grandiflora
- 日本薄荷 Mentha japonica
- 科佩特薄荷 Mentha kopetdaghensis
- 森林薄荷 Mentha laxiflora
- 欧薄荷 Mentha longifolia
- 唇萼薄荷 Mentha pulegium：又名普列薄荷、除蚤薄荷、胡薄荷，花穗呈粉紅色，對寒冷較為敏感，株高為10至40公分。
- 科西嘉薄荷 Mentha requienii
- 东北薄荷 Mentha sachalinensis
- Mentha satureioides
- 留蘭香 Mentha spicata：又名綠薄荷，花穗呈白色，清淡的香味，葉脈明顯，株高為60至100公分。
  - 皱叶留兰香 Mentha spicata var. crispata
- 蘋果薄荷 Mentha suaveolens：又名毛茸薄荷、香薄荷，全秼均披覆絨毛，葉子為圓形，有蘋果的香味，故名，株高為60至90公分。
  - 鳳梨薄荷 Mentha suaveolens 'Pineapple'：葉面有粉綠色的斑點，因為外形漂亮美觀常用來當作觀賞用，株高為10至50公分。
- 灰薄荷 Mentha vagans
- 薑薄荷 Mentha × gracilis：又名苏格兰薄荷。
- 辣薄荷 Mentha × piperita：又名胡椒薄荷，花穗呈紫色，株高為30至90公分。
- 圆叶薄荷 Mentha × rotundifolia（M. longifolia × M. suaveolens）
- 紅毛薄荷 Mentha × smithiana（M. aquatica × M. arvensis × M. spicata）

下列植物不属於本属，但也常被称为薄荷：
- 香蜂草 Melissa officinalis：又名檸檬香水薄荷、香蜂草，株高50至80公分左右，為多年生的草本植物，非常耐寒易栽種，花葉用於泡茶，具有放鬆心情幫助睡眠和促進消化的功用。

## 成分
薄荷中的主要成分薄荷醇，能够以化学方式触发皮肤中对冷敏感的TRPM8受体，而薄荷的清凉感正是来源于此。
这种触发机制类似于辣椒中含有的辣椒素，并不会引起实际的温度变化。
薄荷醇也是薄荷香味的來源，收集方法為將花、葉、莖、根部等加水蒸餾，然後由蒸餾出來的精油中收集。坊間應用於日常用品及家用品之中的薄荷製品，例如牙膏, 藥膏及精油等等...
薄荷的其他成分包括薄荷酮、异薄荷酮、薄荷酯类等多种成分。

## 种植

### 花期
8至10月，果期9至11月，其氣味有強勁的穿透力，清涼且醒腦。

### 種植環境
几乎所有薄荷品种都喜欢潮湿凉爽的地方，通常而言，薄荷也可以在陽光充足溫暖濕潤的氣候中生长。 土層深厚富含有機質的土壤為佳，耐濕性強，惟不耐旱，忌陽光西照。由于薄荷生长扩张性很强，通常被视为入侵物种。在室內種植時，如日照不足，則有徒長的現象。

### 繁殖
薄荷的扦插、分株（各種薄荷皆可在春、秋分株）宜選擇排水良好而肥沃的沙質壤土為佳；種植以種子、根莖、分株、扦插種植。薄荷的種子、地下茎和地上茎均可繁殖。薄荷再生能力强，新根和不定根萌发快，一般都采用无性繁殖。无性繁殖可分为根茎繁殖、分株繁殖和扦插繁殖，其中分株繁殖简便易行。
播種以春季3至4月及秋季9至10月為適合時期，因種子很小，宜先播種於苗床或利用穴盤播種育苗，經發芽後幼苗生育期需行疏苗2至3次，俟苗高6至10公分時再移植於盆缽或田間栽培；根莖種植時期與種子播種期類同，將根莖截成為6至10公分長的小段，以撒植、條植、穴植3種方式進行種植；撒植即將根莖均勻撒施於田區，用機械如曳引機淺耕入土；條植或穴植按行株距30×15公分栽植；種植後需要澆水，促使成活。分株法於4－5月將匍匋莖因生根而長成的植株掘取進行栽植。扞插法即由莖枝切取長7－10公分供插穗，於苗床斜插2/3入土中，或用單芽扞插的方式，很容易繁殖約7－10天發芽，成長快速且生命力強。田區種植宜採作畦栽培，畦寬60－70公分，二植行，株距15－20公分；種植後生育期，適時除草與施肥，肥料以有機肥料為主，配合氮肥的施用，亦即幼苗期及收穫後新芽生育初期施用氮肥，以促進快速生長；並應適時酌予灌溉或降雨時之排水管理。

## 药理分析

### 药物动力学原理

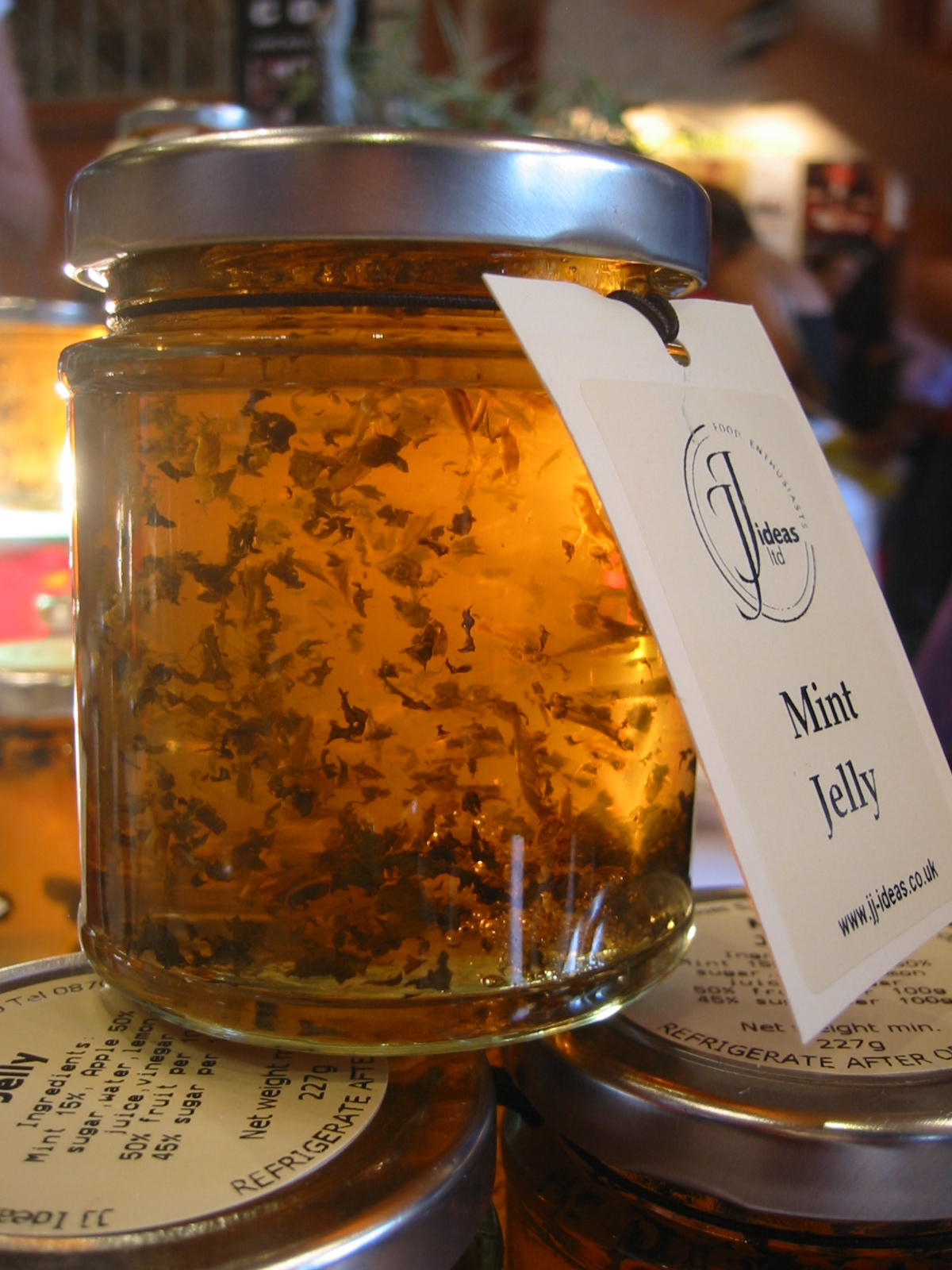
薄荷果冻

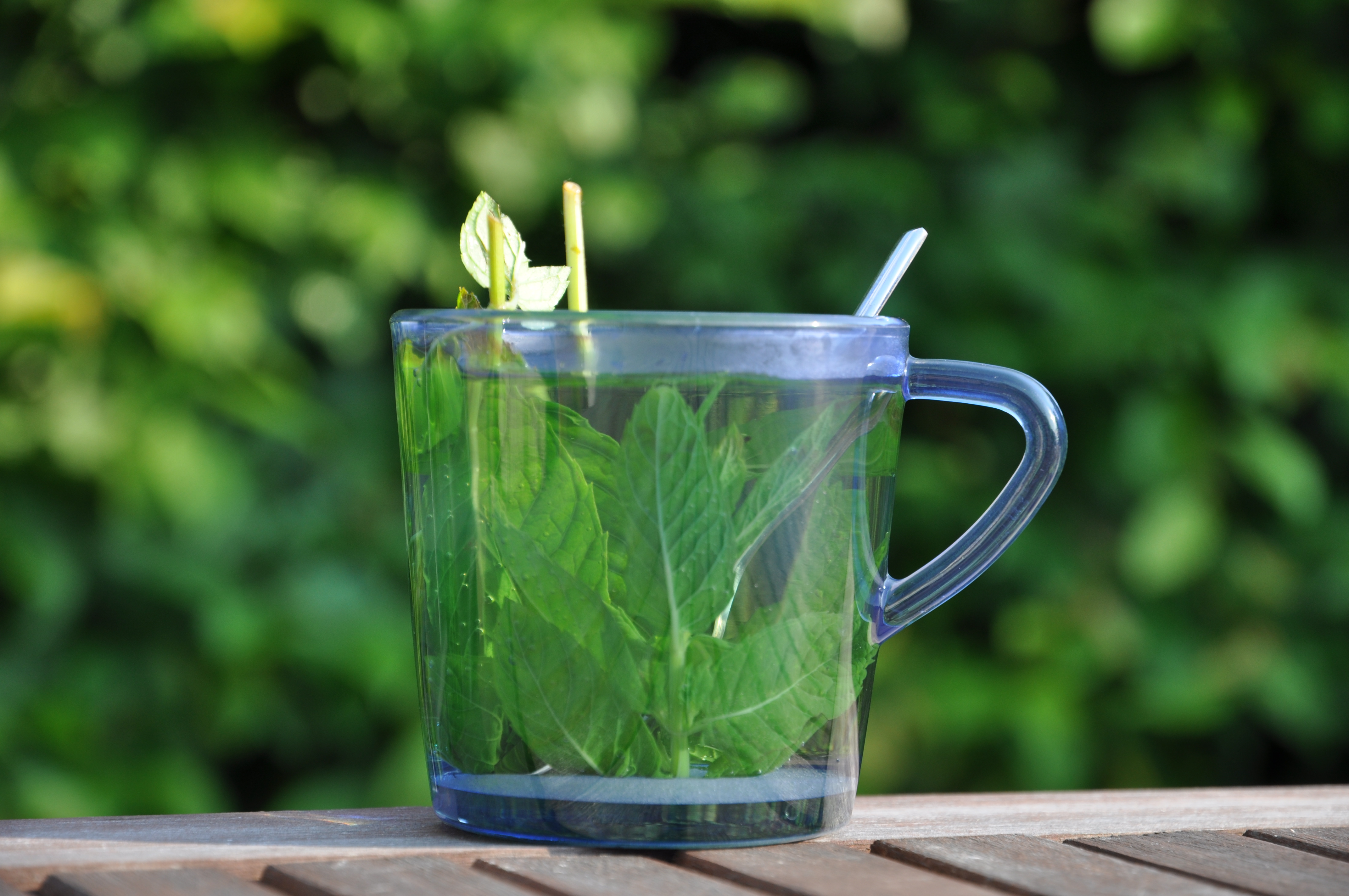
薄荷茶

薄荷主要成分薄荷油，通过兴奋中枢神经系统，使皮肤毛细血管扩张，增快ATP合成，汗腺分泌，散热，而起到发汗解热作用。薄荷油能抑制胃肠平滑肌收缩，能对抗乙酰胆碱而呈现解痉作用。

### 中医药理效用
- 辛涼。入肺,肝經。
- 疏散風熱,清利咽喉,透疹

中医方面，薄荷功效很多，除添加於調味品中，個別或混合其他香藥草泡茶外，其还可驅蟲殺跳蚤、提神解鬱、消除疲勞、鎮定安神、幫助睡眠、治感冒頭痛、疏風發汗、散熱解毒、健胃消腹脹、防腐去腥、殺菌、清新空氣。 因具有刺激的特性，對於風濕痛、神經痛也有治療效果；另外亦適用於神經系統，具有調節與鎮定作用，也是良好的清血劑。提煉成精油對於緩解頭痛、充血、疲勞、發燒、消化不良、肌肉痛、鼻竇問題、胃不舒服等狀況有所幫助。是一種殺菌、緩解痙攣、提振精神、幫助再生的精油。適合用於沐浴用品及口腔保養。
薄荷醇等多种成分有明显的利胆作用。薄荷脑有抗刺激作用，可使气管产生新的分泌物，而使稠厚的粘液易于排出，故有祛痰作用，并有良好的止咳作用。
薄荷煎剂对单纯性疱疹病毒、森林病毒、流行性腮腺炎病毒有抑制作用，对金黄色葡萄球菌、白色葡萄球菌、甲型链球菌、乙型链球菌、卡他球菌、肠炎球菌、福氏痢疾杆菌、炭疽杆菌、白喉杆菌、伤寒杆菌、绿脓杆菌、大肠杆菌等有抑制作用。

### 禁忌
表虛自汗陰虛發熱忌用

## 歷史传说
薄荷的學名“Mentha”，是從希臘神話中妖精蜜絲（Mentha）而來。傳說她是冥界之神黑帝斯所愛的妖精。有一次，黑帝斯的妻子泊瑟芬發現蜜絲在黑帝斯懷裡，泊瑟芬便將蜜絲變成一棵薄荷。另外，薄荷在古時的東方國家十分常用，在歐洲也有一千年以上的歷史。古時的希臘男性喜愛塗抹薄荷味的香水以增加魅力，而有文獻顯示古羅馬和希臘人都會以薄荷葉作為浸浴之用，而在埃及的出土文物更發現有薄荷的蹤跡。

## 薄荷产品
薄荷因为其独特的香气，而被广泛运用于各个领域，包括药品、食品、饮料、烹饪等，薄荷葉生吃味苦，故幾乎都要加工過才能食用。

## 延伸阅读
[在维基数据编辑]
 《欽定古今圖書集成·博物彙編·草木典·薄荷部》，出自陈梦雷《古今圖書集成》
 《植物名實圖考·薄荷》，出自吳其濬《植物名實圖考》